# 更科 (蕎麦屋)

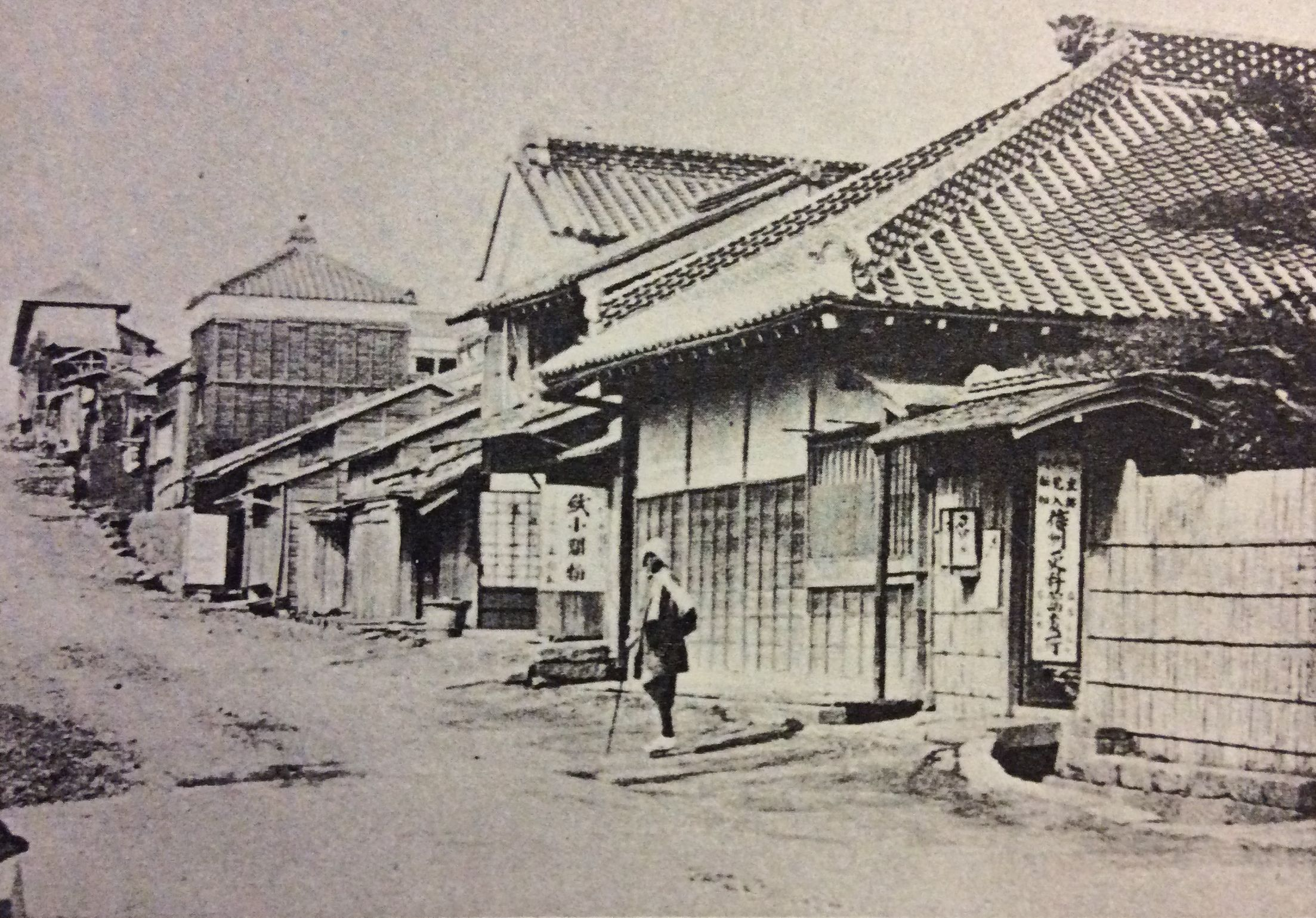
明治10年（1877年）頃。『一億人の昭和史 明治上』（毎日新聞社）より

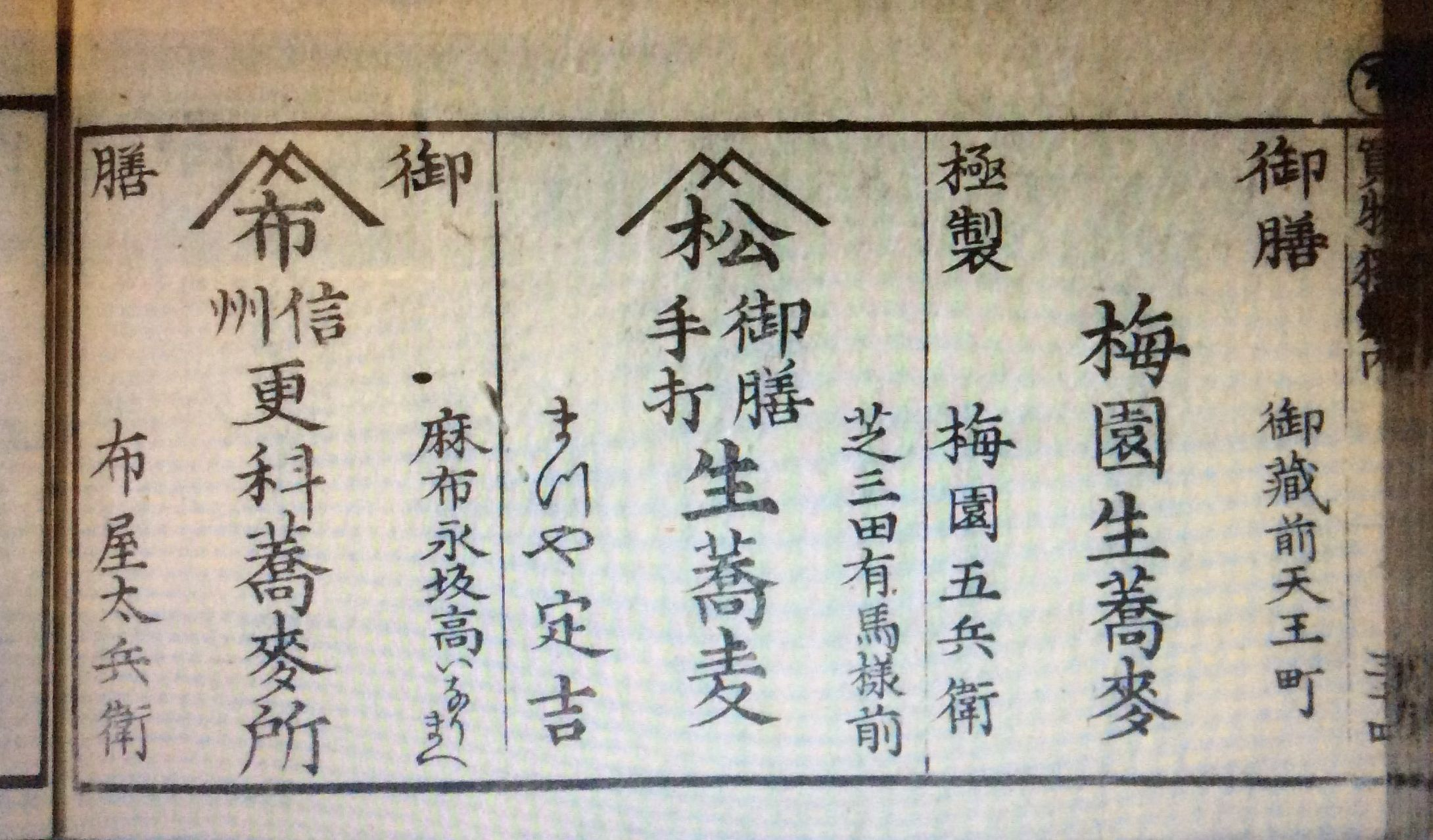
『江戸買物独案内』より

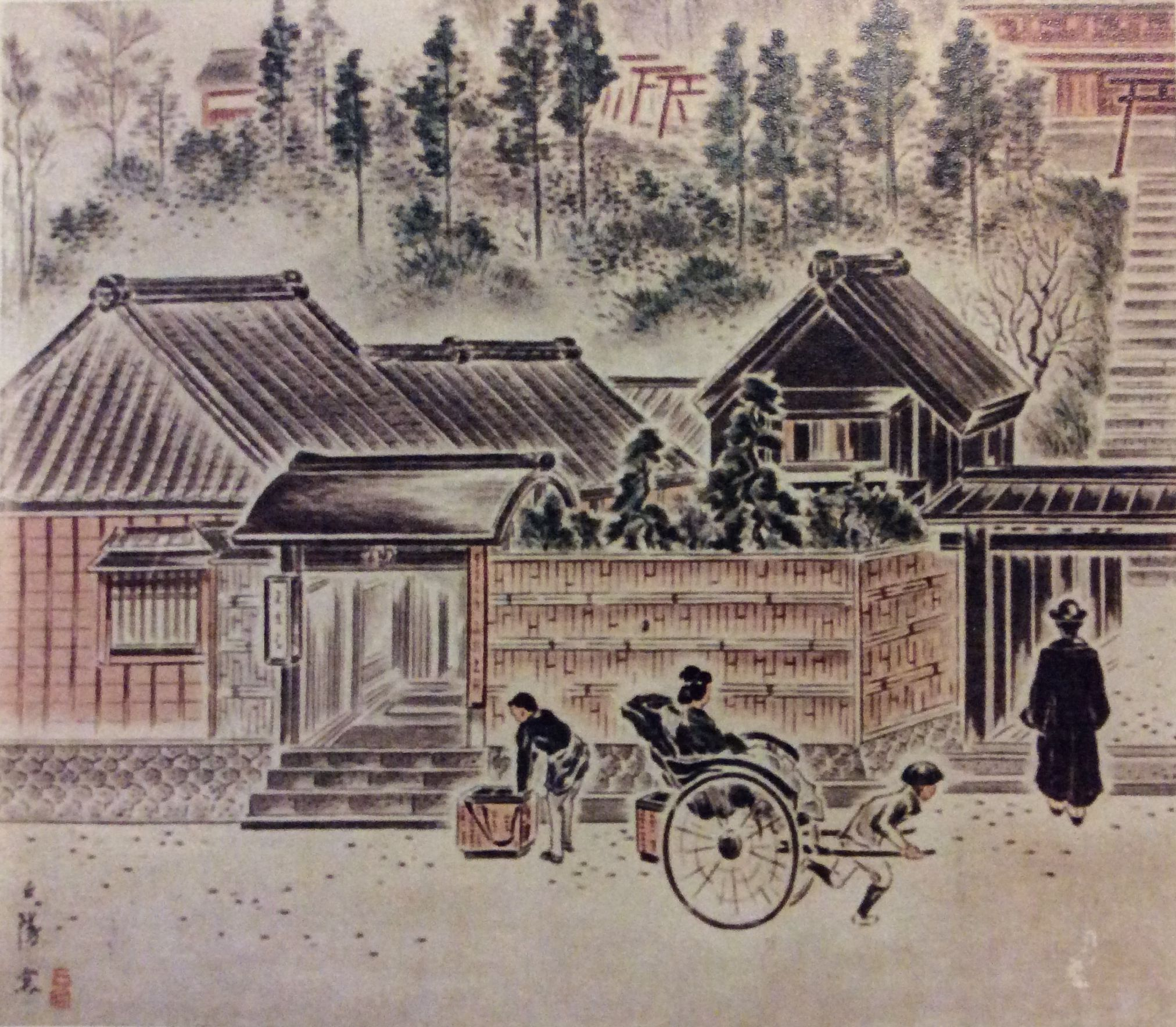
山本松谷画『永坂町更科蕎麦店の図』より

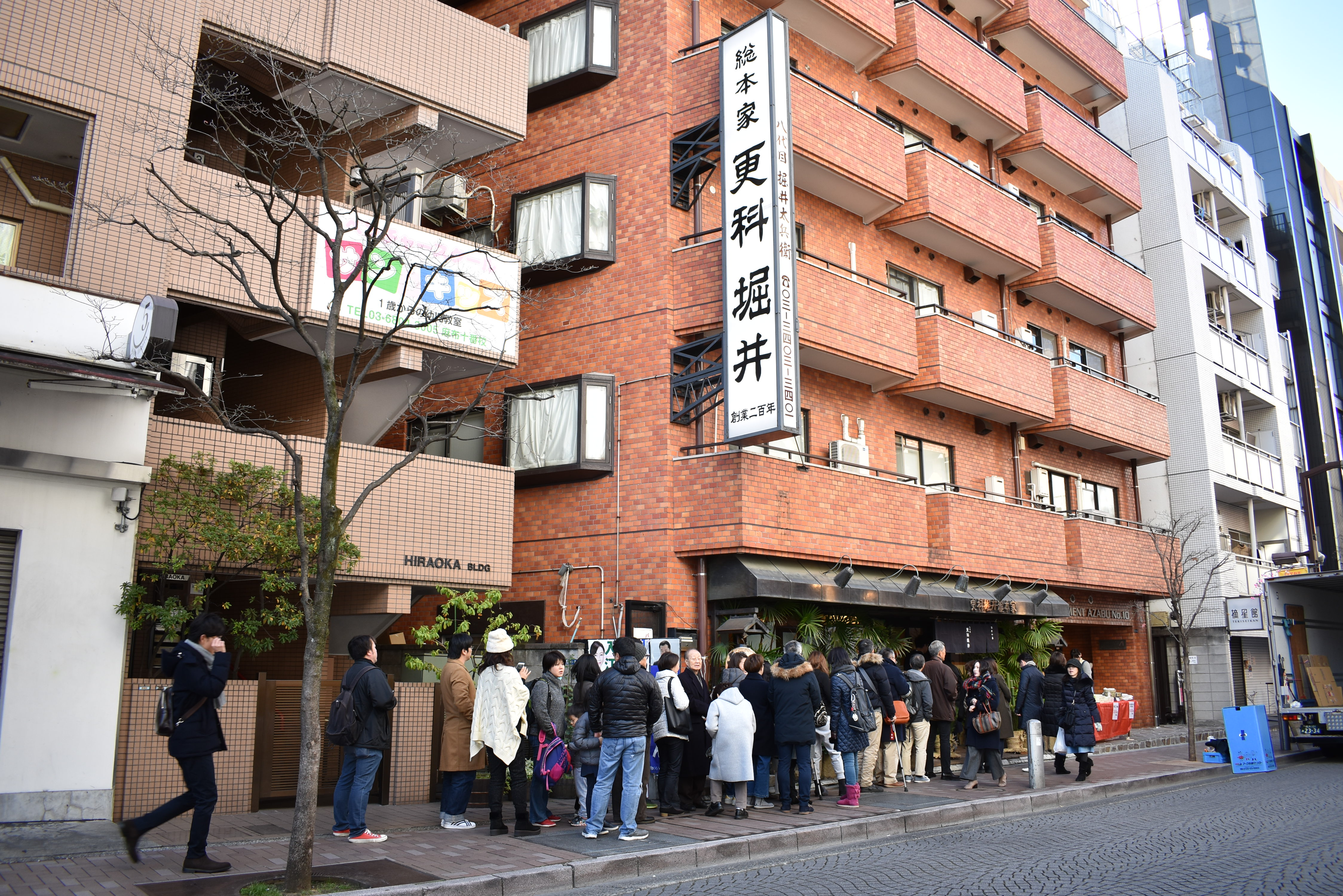
「総本家更科堀井」、1789年（寛政元年）創業、初代布屋清右衛門（2018年12月30日撮影）

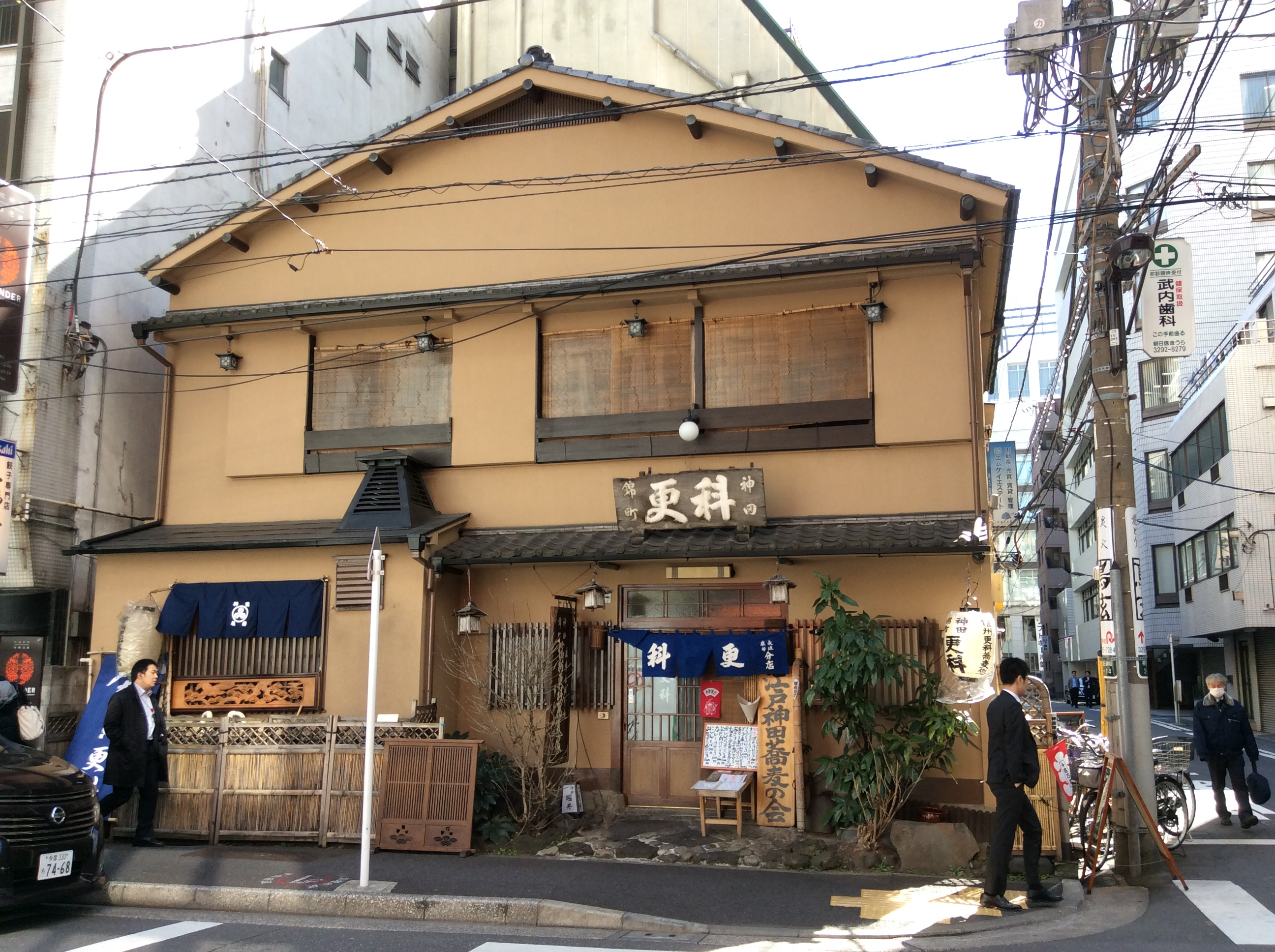
「神田錦町更科」、1869年（明治2年）創業、初代布屋丈太郎（2016年3月1日撮影）

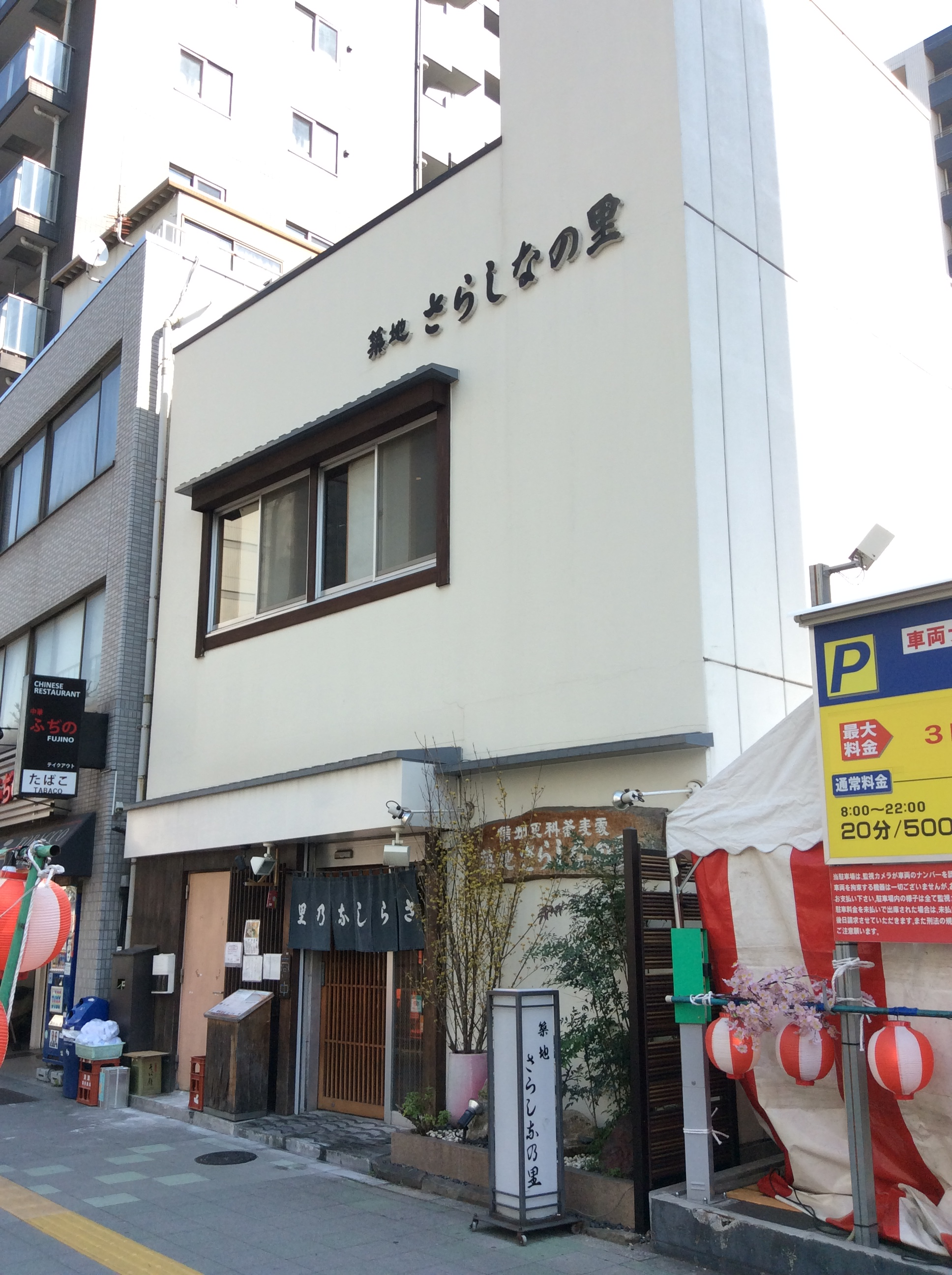
「さらしなの里」、1899年（明治32年）創業、初代布屋善次郎（2016年3月3日撮影）

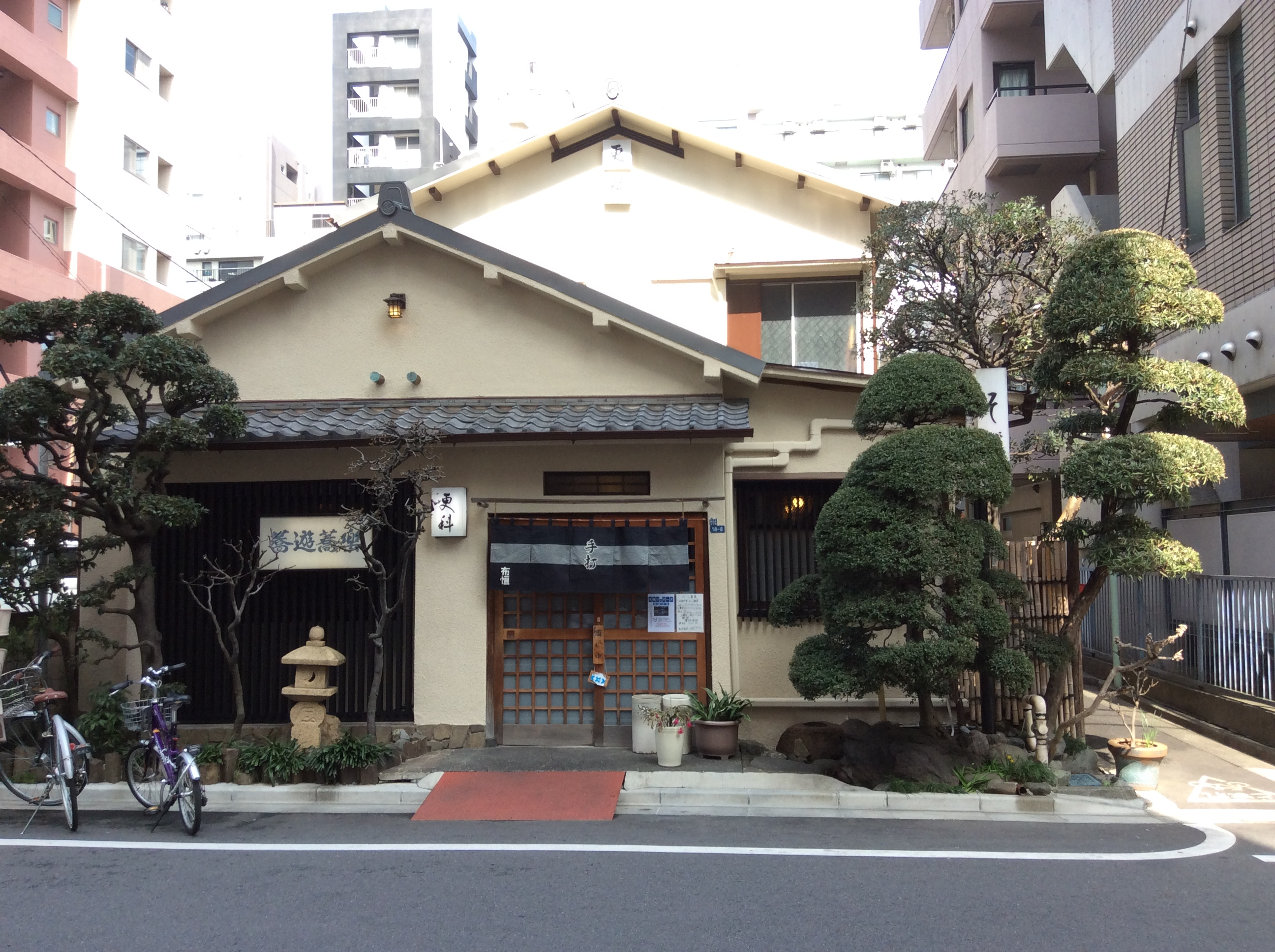
「大井 布恒更科」、1963年（昭和38年）創業、初代布屋恒次郎（2016年3月8日撮影）

更科（さらしな）は、1789年に江戸に創業した蕎麦屋の老舗である。藪、砂場と並び、蕎麦御三家の一角を占める。
なお、更科という名称であるが、蕎麦の産地である信州更級郡（現・長野市）に由来する。信濃国はかつて科（=シナの木）野国であったという。シナの皮を剥いで信濃布を織ったが、更科とはその皮を水にさらすシナという意味である。挽出した蕎麦粉のうち、純白の一番粉を「さらしな」と名づけたわけである。真っ白で舌にもたれないさらしなは、更科そば店の専売特許ではなく、真っ白いそばの名称にすぎない。
蕎麦殻を外し、精製度を高め、胚乳内層中心の蕎麦粉（更科粉、一番粉）を使った白くて高級感のある蕎麦である更科蕎麦がいつから存在しているか、完全には明らかになっていないが、1750年頃にはすでに存在していた模様。本稿で述べる更科が明治以降に真っ白な蕎麦の製法を確立したとする文献もある。

## 歴史

### 前史
日新舎友蕎子『蕎麦全書』（1751年）の「江戸中蕎麦切屋の名目の事」の項によれば、名目に「さらしな」と銘打ったそば屋は、布屋太兵衛が最初ではない。
と、二軒の「さらしな」を挙げている。同書は二軒の開業時期などには触れていないが、少なくとも寛延期（1748年 - 1751年）には「さらしな」という名目を掲げたそば屋があったことは確かである。

### 沿革
- 堀井家は信州高遠の保科松平家の御用布屋で、信州特産の晒布を背負って保科家の江戸屋敷に出入していた。初代・清助（布屋太兵衛）は、江戸では麻布一番通り竹屋町にあった保科家屋敷内の長屋に滞在を許されており、1693年（元禄6年）の秋ここで世を去った。それから100年ほど後、趣味で蕎麦打ちをしていた八代目清右衛門（現・「更科堀井」の初代布屋太兵衛）は、その腕を見込んだ上総国飯野藩保科越前守正率から「布屋よりも蕎麦屋の方が良いのでは」と勧められ、1789年（寛政元年）に麻布永坂町の三田稲荷（高稲荷）下へ「信州更科蕎麦所 布屋太兵衛」の看板を掲げた[6][7]。なお「堀井」の姓は、1875年（明治8年）の苗字必称義務令の際に、江戸時代に行なわれた近所の川の改修工事に因んで名乗ることとした。
- 1824年（文政7年） - 『江戸買物独案内 飲食之部』、名物そば屋（御膳蕎麦処）18軒に、「信州 更科蕎麦所 麻布永坂高いなりまえ 布屋太兵衛」が挙げられている[5]。御膳蕎麦とは、将軍家御用を承わり江戸城中の愛顧を受けていたので、「御膳蕎麦」を創製、また、この堀井家は仏心厚かったので、増上寺とも誼みが深く、いよいよ繁昌した[6]。
- 1848年（嘉永元年） - 『江戸名物酒飯手引草』には、120軒のそば屋の中の「更科」の屋号6軒中に「更科生そば麻布永坂町布袋屋太兵衛」と誤って挙げられている。
- 1858年（安政6年） - 麻布永坂更科（現・更科堀井）の四代目布屋太兵衛没。
- 1869年（明治2年） - 麻布永坂更科は、神田錦町に初代布屋丈太郎「神田錦町分店（現・神田錦町更科）」を開店した。創業以来五代目に至るまで、一軒も支店を出していなかった。初代布屋丈太郎は、麻布永坂更科の六代目松之助の妹堀井かねとは従兄妹同士の間柄で、丈太郎が堀井かねの婿養子になる形で結婚、分店として出店、屋号は布屋丈太郎であった。一門の古いしきたりで、暖簾分けには分店と支店のふた通りがあった。分店と名乗れるのは本家の子どもが新たに出した店の場合に限られた[7]。
- 1873年（明治6年） - 麻布永坂更科（現・更科堀井）の五代目布屋松之助没。
- 1875年（明治8年） - 名字必称の令により、屋号「布屋」から「堀井」と改め、六代目堀井松之助となる。
- 1899年（明治32年） - 麻布永坂更科で、15年間修行した赤塚善次郎は23歳で独立し、深川佐賀町に、初代布屋善次郎「麻布永坂更科支店 布屋善次郎（現・さらしなの里）」を開店、麻布永坂更科初の支店である。
- 1902年（明治35年） - 日本橋三代町（現・日本橋兜町）に「有楽町更科」を開店。

- 1912年（明治45年） - 牛込神楽坂に「麻布永坂 牛込通寺町支店」を開店。
- 年代不詳 - 明治後期、芝二本榎西町に「芝二本榎西町支店」を開店。
- 年代不詳 - 大正初期、下谷池の端に「下谷池の端仲町分店」を開店。
- 1922年（大正11年） - 日本橋三代町の店を麹町区有楽町に、「有楽町更科」として移転。

- 1930年（昭和5年） - 不景気のどん底の年で、更科一門はそばの値段を下げた。この時の麻布永坂更科一門は、麻布永坂本店、下谷池之端仲町分店、神田錦町分店、牛込通寺町支店、芝二本榎西町支店、府下品川町歩行新宿支店、京橋区尾張町支店、麹町区有楽町支店の8店だが、尾張町と有楽町は同経営者なので全部で7店で、巷間「更科お七軒様」と呼ばれていた[7]。

- 1941年（昭和16年） - 本店七代目堀井保のとき、国内外の金融恐慌、堀井家が出資していた麻布銀行の倒産等の影響で廃業に追い込まれる。
- 1947年（昭和22年） - 料理屋馬場繁太郎が、そば屋「永坂更科製麺部新開亭」を開業。
- 1948年（昭和23年） - 戦後の混乱のなか、麻布十番一の橋のたもとに料理屋馬場繁太郎（現・麻布永坂更科本店初代）が「永坂更科本店」を開店。
- 1949年（昭和24年） - 七代目堀井松之助、妻きん、麻布十番商店街の小林玩具店 小林勇、麻布十番商店街の組合長木村政吉により、合資会社「麻布永坂更科 総本店」を開店。
- 1950年（昭和25年） - 初代馬場繁太郎、麻布十番に「麻布永坂更科本店」を開店。

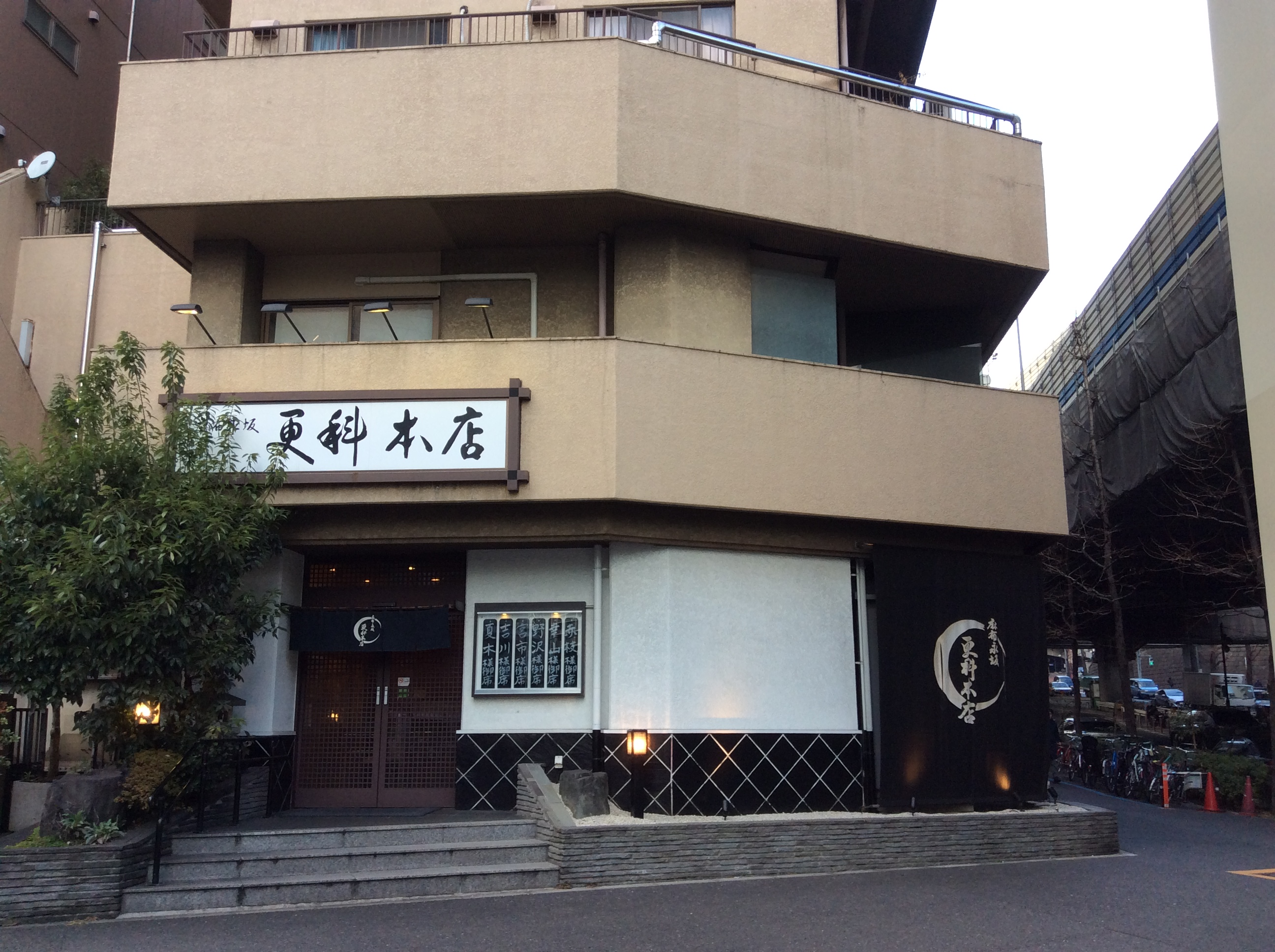
「麻布永坂更科本店」、1950年（昭和25年）創業、初代馬場繁太郎（2016年2月4日撮影）

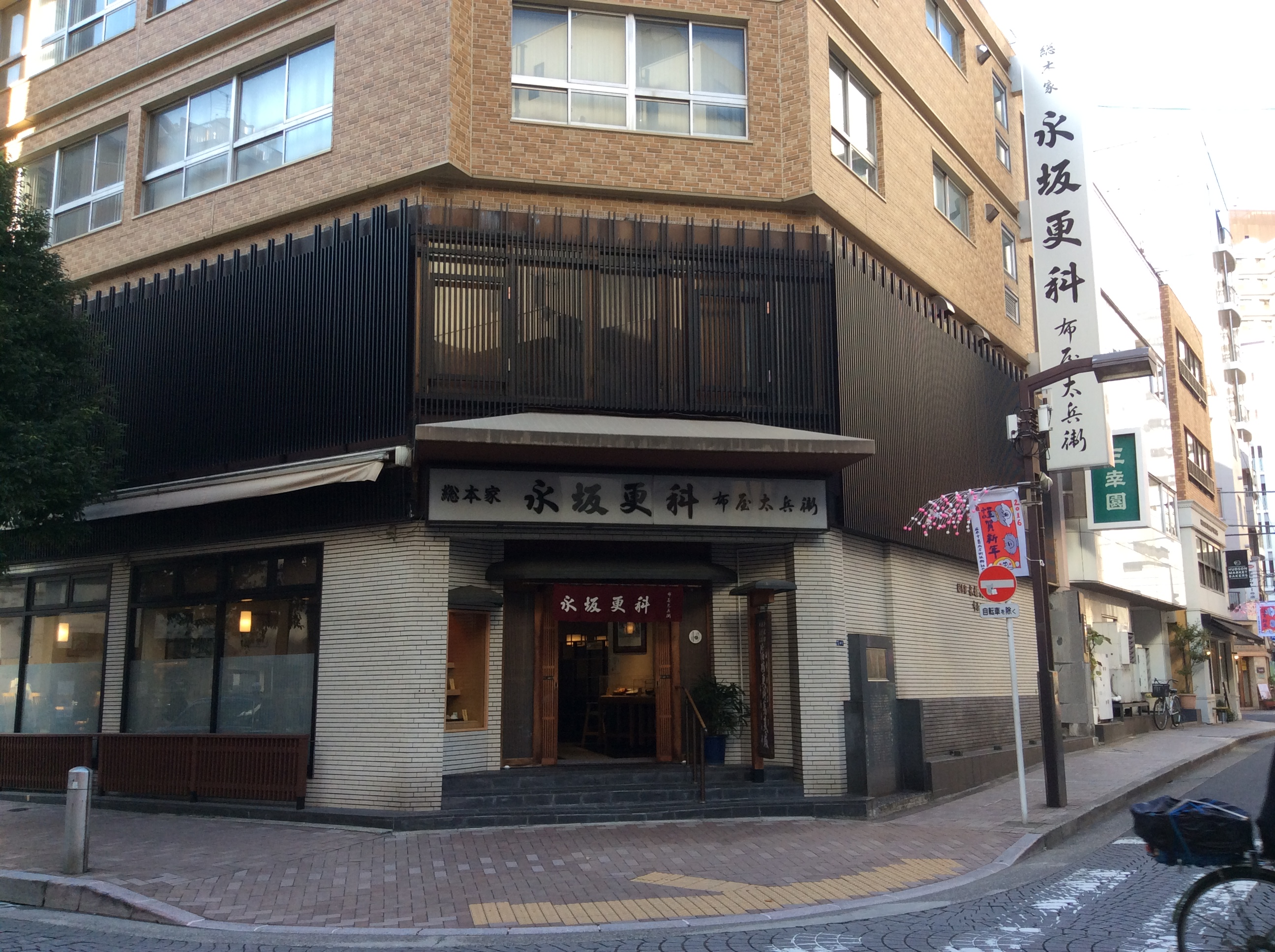
「永坂更科布屋太兵衛」、1959年（昭和34年）創業、初代小林勇（2016年1月15日撮影）

- 1959年（昭和34年） - 初代小林勇、麻布十番に合資会社「現・永坂更科布屋太兵衛」を開店。
- 1960年（昭和35年） - 堀井良造（後の「更科堀井」八代目）は大学を卒業、合資会社「永坂更科布屋太兵衛」に入社。
- 1961年（昭和36年） - 二つの合資会社合併により、株式会社「永坂更科布屋太兵衛」となる、代表権は小林勇のものとなり、「布屋太兵衛」も商標登録された。
- 1963年（昭和38年） - 伊島恒次郎、品川区南大井に初代布屋恒次郎「布恒更科」を開店。
- 1984年（昭和59年） - 「永坂更科布屋太兵衛」の専務取締役堀井良造は、24年間勤めた会社から離れ、麻布十番商店街に「信州更科 布屋総本店」を開店。後に、店名の「布屋」の使用権を巡って裁判となり、「更科堀井」と改称した。これで、戦後の「更科堀井」、「麻布永坂更科本店」、「永坂更科布屋太兵衛」、3店の屋号の問題に終止符がうたれた。
- 2004年（平成16年） - 伊島始、築地に四代目布屋恒次郎「布恒更科」を開店。
- 2013年（平成25年） - 伊島巧、大井に五代目布屋恒次郎「布恒更科」を継承。
- 2016年（平成28年） - 現在、「神田錦町更科」は四代目布屋丈太郎（堀井市朗）と五代目布屋丈太郎（堀井雄太朗）の二人で、「さらしなの里」は四代目善次郎（赤塚滋行）によって引き継がれている。

### 麻布十番の更科3店の屋号騒動
これについて特に節を設け詳述する（この節、特に断らない限り出典:）。
- 1941年（昭和16年） - 麻布永坂更科（現・更科堀井）の七代目堀井松之助（堀井保）のとき、大正末期から昭和初期にかけて関東大震災、国内外の金融恐慌、堀井家が出資していた麻布銀行の倒産、七代目の放蕩等の出来事が立て続けに起こり、廃業に追い込まれる。
- 1942年（昭和17年） - 大東亜戦争で永坂の店が焼失、永坂を引き払い坂下に移転。
- 1948年（昭和23年） - 戦後の混乱のなか、麻布十番の一の橋に料理屋を開いていた馬場繁太郎は、麻布十番界隈に「永坂更科本店」の看板のそば屋を開店した。麻布永坂更科の七代目松之助（堀井保）と馬場繁太郎（現・麻布永坂更科本店の初代）との間で、「永坂更科」の店名使用に関して公正証書による契約を締結したことによる新規開店である。後に、店名に関し裁判になり、「麻布永坂更科本店」と、「永坂」と「更科」の間を離すことで和解が成立した。突然、一門とは何の関係もない「永坂更科」がでてきた[11]。
- 1949年（昭和24年） - 突然一門と関係ないところから「永坂更科」がでてきたことで、麻布永坂更科本家の店を再開しようとする動きが出てきた。七代目松之助（堀井保）、妻きん、中心になった麻布十番商店街の小林玩具店・小林勇（現・永坂更科布屋太兵衛の初代）、麻布十番商店街の組合長・木村政吉により、「合資会社麻布永坂更科 総本店」の伝統の暖簾が再開された。七代目松之助がそばを打ち、きんが帳場に座った。後に八代目堀井良造は「永坂更科の店名商標登録が法人取得だったため、その後に厄介な問題を起こすこととなり、大失敗でした」といった。
- 年代不詳 - 「合資会社麻布永坂更科 小林勇」設立、七代目松之助、妻きんも出資したが、当初の約束で5年後に退社。
- 1960年（昭和35年） - 堀井良造（後の「更科堀井」八代目）は大学を卒業、「合資会社永坂更科布屋太兵衛」に入社。
- 1961年（昭和36年） - 合資会社二つの合併により、株式会社「永坂更科布屋太兵衛」となる。代表権は小林勇のものとなり、「布屋太兵衛」も商標登録された。
- 1984年（昭和59年）
  - 5月30日 - 「永坂更科布屋太兵衛」の小林勇社長は、「麻布永坂更科本店」の馬場進社長を相手取り類似商号の使用禁止を求めて民事訴訟で争っていたが、東京地裁は「被告は、原告会社の前身（七代目堀井太兵衛）から商号の使用許可を得ている」として、原告の請求を棄却した[11][12]。
  - 12月4日 - 「永坂更科布屋太兵衛」の専務取締役・堀井良造は経理、人事等を担当したが、24年間勤めた会社から離れ、麻布十番商店街（現在地）に「信州更科 布屋総本店」を開店。その後、屋号に「布屋」を用いていたため「永坂更科布屋太兵衛」側と裁判となる。商標権をもたない八代目松之助（堀井良造）は布屋を名乗れず、自身の姓である「堀井」をつけ店名を「総本家更科堀井」に改称した。

2022年5月29日現在、総本家 「更科堀井」、「麻布永坂更科本店」、「永坂更科布屋太兵衛」の3店が存在することとなる。いずれも近隣にあり、3店が並ぶ麻布十番は更科系老舗の密集地帯となっている。
屋号騒動の要約
- 1941年（昭和16年） - 金融恐慌等により、七代目堀井松之助「麻布永坂更科布屋太兵衛」廃業。
- 1942年（昭和17年） - 麻布永坂町13番地「麻布永坂更科布屋太兵衛」、第二次世界大戦で店舗焼失。
- 1947年（昭和22年） - 料理屋・馬場繁太郎、廃業した商号使い、「永坂更科製麺部開亭」開業。
- 1948年（昭和23年） - そば屋・馬場繁太郎、商号を変え、「永坂更科本店」を開店。
- 1949年（昭和24年） - 七代目堀井松之助、玩具店・小林勇他、合資会社「麻布永坂更科総本店」開業。
- 1950年（昭和25年） - そば屋・馬場繁太郎、商号を変え、「麻布永坂更科本店」開店。
- 1959年（昭和34年） - 玩具店・小林勇、新規に合資会社「永坂更科布屋太兵衛」開業。
- 1960年（昭和35年） - 八代目堀井良造、大学卒業後、「永坂更科布屋太兵衛」入社。
- 1961年（昭和36年）
  - 小林勇、合資会社2社を合併、株式会社「永坂更科布屋太兵衛」代表小林勇に、同時に商号登録。
  - 小林勇、類似商号の使用禁止を求め、馬場繁太郎を訴え、原告小林勇敗訴。
  - 馬場繁太郎、勝訴により、「麻布永坂更科本店」の「永坂」と「更科」の間を離すことで和解。
  - 「永坂更科布屋太兵衛」に24年間勤務した、専務取締役・八代目堀井良造、会社を退職。
  - 八代目堀井良造、商号「信州更科布屋総本店」の店舗を、麻布永坂更科20年ぶりに再開。
  - 小林勇、類似商号「布屋」の使用禁止を求め、八代目堀井良造を訴え、原告小林勇勝訴。
  - 八代目堀井良造、敗訴により「布屋」を使用できず、「更科堀井」に商号変更。

## 更科の現在の店舗
2022年5月29日現在営業している更科の店舗について述べる：
麻布永坂更科一門
- 総本家 更科堀井 - 九代目布屋太兵衛（堀井良教）
- 神田錦町 更科 - 四代目布屋丈太郎（堀井市朗）、五代目布屋丈太郎（堀井雄太朗）
- さらしなの里 - 四代目布屋善次郎（赤塚滋行）
- 布恒更科 - 四代目布屋恒次郎（伊島始）「築地 布恒更科」、五代目布屋恒次郎（伊島巧）「大井 布恒更科」

- 「更科堀井」の「さらしな」（2016年2月撮影）
- 「神田錦町更科」の「変わりそば 蓬切り二色せいろ」（2016年3月撮影）
- 「さらしなの里」の「小せいろ三色そば（よもぎそば、さらしなそば、手打ちそば）」（2016年3月撮影）
- 「布恒更科」の「変わりそば 桜の葉切り」（2016年3月撮影）

麻布永坂更科一門外
- 麻布永坂 更科本店 - 三代目馬場繁二
- 永坂更科 布屋太兵衛 - 三代目小林正兒